# 지산사 강륜당
지산사 강륜당(芝山祠 講倫堂)은 전라남도 영광군 백수읍 진산리에 있는 건축물이다. 2020년 1월 30일 영광군의 향토문화유산 제7호로 지정되었다.

## 지정 사유
지산사는 죽창 정홍연의 덕을 추모하는 사우로 강륜당과 지산사로 구성돼 있다.
지산사는 1751년(영조 27) 초창 후 1868년 훼철되었다가 1979년 현소재지에 사우를 중건하고 복향하였다.
지산사 강륜당은 정면 4칸, 측면 3칸의 전퇴집으로 상량문을 볼 때 1932년(임신년)에 건립된 것을 알 수 있으며, 지붕에서 숭정 10년(1637년)명 망와를 비롯한 고식기와가 확인돼 실제로는 더 이른시기에 초축된 것으로 추정된다.
좌우로 자연스럽게 휘어진 곡재를 사용하여 조형성이 뛰어나며 부재들의 장식성 또한 돋보여 역사·건축학적 가치가 높다.